# Владимировка (Республіка Алтай)
Владимировка (рос. Владимировка) — село Усть-Канського району, Республіка Алтай Росії. Входить до складу Коргонського сільського поселення.
Населення — 208 осіб (2015 рік).